# Балківська сільська рада (Василівський район)
| Балківська сільська рада — колишній орган місцевого самоврядування у Василівському районі Запорізької області з адміністративним центром у с. Балки. Сільській раді були підпорядковані населені пункти: - с. Балки |

## Склад ради
Рада складалася з 30 депутатів та голови.

## Керівний склад сільської ради
| ПІБ                         | Основні відомості                                                         | Дата обрання | Дата звільнення |
| --------------------------- | ------------------------------------------------------------------------- | ------------ | --------------- |
| Гончаров Сергій Миколайович | Сільський голова, 1960 року народження, освіта, безпартійний              | 26.03.2006   | 19.03.2010      |
| Радченко Марія Іванівна     | Сільський голова, 1954 року народження, освіта вища, член Партії регіонів | 31.10.2010   |                 |

Примітка: таблиця складена за даними джерела